# Ohé Donald
Pour plus de détails, voir Fiche technique et Distribution.
Ohé Donald (Chips Ahoy) est un dessin animé de la série des Donald produit par Walt Disney pour Buena Vista Film Distribution Company sorti le 24 février 1956.

## Synopsis
Tic et Tac désespèrent de trouver des noisettes dans leur arbre (qui leur sert de maison) lorsqu'ils aperçoivent sur une île du lac un arbre regorgeant de noisettes. Pour rejoindre l'île, ils décident de s'emparer d'une maquette en bouteille de voilier appartenant à Donald...

## Fiche technique
- Titre original : Chips Ahoy
- Titre français : Ohé Donald
- Série : Donald Duck
- Réalisateur : Jack Kinney
- Scénario : Dick Kinney et Milt Schaffer
- Voix : Dessie Flynn (Tac), James MacDonald (Tic) et Clarence Nash (Donald)
- Animateur : Harry Holt, John Sibley et Edwin Aardal
- Layout : William Bosche
- Background : Thelma Witmer
- Effets visuels : Dan MacManus
- Musique: Oliver Wallace
- Producteur : Walt Disney
- Société de production : Walt Disney Productions
- Distributeur : Buena Vista Film Distribution Company
- Date de sortie : 24 février 1956
- Format d'image : couleur (Technicolor), CinemaScope[1]
- Son : Mono (RCA Photophone)
- Durée : 6 min
- Langue : (en)
- Pays :  États-Unis

## Voix françaises
- Sylvain Caruso : Donald Duck
- Béatrice Belthoise : Tic
- Philippe Videcoq : Tac

## Titre en différentes langues
D'après IMDb :
- Suède : Skepp ohoj - Kapten Anka et Skepp ohoj, Kalle Anka